# Bellevue (Iowa)
Bellevue é uma cidade localizada no estado americano de Iowa, no Condado de Jackson.

## Demografia
Segundo o censo americano de 2000, a sua população era de 2350 habitantes. 
Em 2006, foi estimada uma população de 2361, um aumento de 11 (0.5%).

## Geografia
De acordo com o United States Census Bureau tem uma área de 
2,7 km², dos quais 2,5 km² cobertos por terra e 0,2 km² cobertos por água. Bellevue localiza-se a aproximadamente 183 m acima do nível do mar.

## Localidades na vizinhança
O diagrama seguinte representa as localidades num raio de 20 km ao redor de Bellevue. 